# Bildungssystem in Namibia

Aufbau des namibischen Bildungssystems (Stand August 2014)

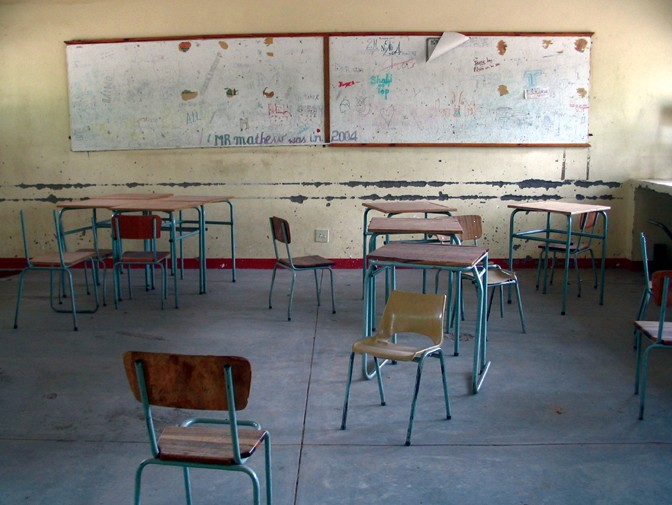
Ein Klassenzimmer in Namibia

Das Bildungssystem in Namibia basiert auf 2004 Schulen mit 846.500 Schülern und 30.811 Lehrern (Stand jeweils 2023) sowie 16 staatliche und private Hochschulen mit 67.000 Studenten und 86 berufsbildenden Einrichtungen mit 35.000 Auszubildenden (Stand April 2020). Darüber hinaus gibt es in Namibia landesweit Ableger des Namibia College of Open Learning (NAMCOL), eine Erwachsenen- und Weiterbildungseinrichtung, die Schulbildung für nicht Schulpflichtige anbietet.
Die namibische Verfassung regelt neben dem allgemeinen Recht auf Bildung (Art. 20, Abs. 1) auch die Dauer des Schulbesuchs (Abs. 3): kein Kind soll die Schule verlassen dürfen, ehe es die siebenjährige Primarschulbildung beendet oder das Alter von 16 Jahren erreicht hat. Die Aufnahme in Klassenstufe 1 erfolgt in dem Jahr, in dem ein Kind das Alter von sieben Jahren erlangt (Education Act 2001: 53 (1)). Praktisch werden die Kinder jedoch mit fünf bis sieben Jahren eingeschult.
Die Grundbildung ist in Namibia seit dem Schuljahr 2013 kostenlos (vorher waren es umgerechnet etwa € 30 pro Trimester), weiterführenden Schulen sind seit dem Schuljahr 2016 kostenlos. Die Wiedereinführung von Gebühren war mit Stand August 2017 geplant.
Der Bildungsetat im namibischen Haushalt beträgt 17,4 Milliarden Namibia-Dollar (2022/23) und ist damit etwa dreimal so hoch wie im Finanzjahr 2010/11.
87 Prozent der schulpflichtigen Kinder besuchten 2011 eine Schule. Die Alphabetisierungsrate in Namibia beträgt 87,3 % (Stand 2023).

## Bildungsreformen
Namibia hat seit Unabhängigkeit 1990 drei große Bildungsreformen umgesetzt.

### Anfang der 1990er Jahre
Die erste Bildungsreform umfasste Änderungen an den Lehrplänen für Junior Secondary, die Einführung von Englisch als genereller Unterrichtssprache sowie die Veränderungen der Abschlüsse für Senior Secondary, darunter den Abschluss Junior Secondary Certificate (JSC) nach Klasse 10. Zudem wurden die IGCSE und HIGCSE nach dem University of Cambridge Local Examinations Syndicate mit dem Abschlussjahrgang 1995 eingeführt.

### 2004 bis 2006
Die zweite Bildungsreform setzte die Abschaffung der Cambridge-Abschlüsse und Einführung der lokalen Abschlüsse Namibia Senior Secondary Certificate Ordinary (NSSCO) (Klasse 10) bzw. Namibia Senior Secondary Certificate Higher (NSSCH) (Klasse 12) um.

### Seit 2012
Die aktuelle Bildungsreform begann 2012, nachdem ein Jahr zuvor bei der Bildungskonferenz ein dementsprechender Entschluss gefasst wurde. Unter anderem sollen die nationalen Abschlüsse faktisch und zu äquivalenten Cambridge-Abschlüssen zurückgekehrt werden (unter anderem Namibian Senior Secondary Certificate Advanced Subsidiary für Cambridge Advanced Subsidiary). Zudem soll der Klasse-10-Abschluss auf Klasse 9 verschoben werden. Der muttersprachliche Unterricht in allen Fächern bis einschließlich der 5. Klasse eingeführt werden. Ein freiwilliges 13. Schuljahr soll in Zukunft Abgänger besser auf den Übertritt in eine Universität vorbereiten.
Unter anderem sieht die Reform folgende Punkte vor:
- Untere Grundschule (Junior Primary; Vorschule und Klasse 1–3): Unterricht in der Muttersprache; zudem Pflichtfächer Englisch, Mathematik, Umweltwissenschaft, Kunst, Sport und Religion – 2015 eingeführt
- Obere Grundschule (Senior Primary; Klasse 4–7): Pflichtfächer sind Englisch, Muttersprache, Mathematik, Naturwissenschaft, Gesundheitswissenschaft, Sozialwissenschaft – 2016 eingeführt
- Untere Oberschule (Junior Secondary; Klasse 8 und 9): Pflichtfächer sind Englisch, Mathematik, Biowissenschaft, Physik, Geografie und Geschichte – 2017/18 eingeführt
- Obere Oberschule (Senior Secondary; Klasse 10 bis 12 und 13): Pflichtfächer sind Englisch und Mathematik[1] – 2019 eingeführt

## Schulsystem

### Klassenstufen
Die schulische Entwicklung eines Schülers durchläuft vier Phasen:
Die Grundschulbildung (primary education) gliedert sich in die Vorschule und Grundschule (pre-primary und junio primary, Klassenstufen 0–3; ehemals „Standard 1“ und „Standard 2“ sowie Klassenstufe 1 und 2) und die höhere Grundschulphase (senior primary, Klassenstufen 4–7). Hier endet die Schulpflicht und der Übergang in die Sekundarstufe ist möglich. Diese teilt sich wiederum in eine untere (junior secondary, Klassenstufen 8–10 – entsprechend Nationaler Qualifikationsstufe (NQF) 2) und obere Sekundarschulphase (senior secondary, Klassenstufen 11–12; NQF 3 und 4).
Privatschulen wie die Deutsche Höhere Privatschule Windhoek weichen von diesem System ab.

### Unterrichtssprachen
Die Sprachenregelung für namibische Schulen regelt die Unterrichtssprachen für Namibia.
In den Klassenstufen 1 bis 3 soll in der Muttersprache oder der Hauptsprache der Region unterrichtet werden. Ein Antrag für Unterricht auf Englisch muss jede Schule beim Bildungsministerium stellen. In der Klassenstufe 4 soll der Übergang zu Englisch als Unterrichtssprache geschaffen werden. In den darauf folgenden Klassenstufen 5–7 ist Englisch einzige Unterrichtssprache, jedoch kann die Muttersprache bzw. Hauptsprache unterstützend eingesetzt werden. Sie muss zudem als normales Unterrichtsfach unterrichtet werden. In den Klassenstufen 8–12 wird auf Englisch unterrichtet und die Muttersprache bzw. Hauptsprache ist Schulfach.
Grundsätzlich sind die folgenden Sprachen als erste Sprachen zugelassen: Afrikaans, Deutsch, Englisch, Ju'hoansi, Khoekhoegowab, OshiNdonga, RuKwangali, Setswana, Thimbukushu, OshiKwanyama, OtjiHerero, Rumanyo und Silozi. Als zweite Sprachen müssen Afrikaans und Englisch unterrichtet werden. Weitere Sprachen sind nach Absprache mit dem Ministerium anzubieten. Als Fremdsprachen sind Französisch, Deutsch und Portugiesisch anzubieten. Alle Sprachen sind grundsätzlich gleichberechtigte Unterrichtssprachen.
Englisch ist zudem Pflichtunterrichtsfach ab Klasse 1. Eine weitere Sprache muss von der 1. Klasse an gelernt werden. Ausnahmen gibt es ausschließlich für Kinder von ausländischen Arbeitern und Diplomaten.
Den Privatschulen ist die Unterrichtssprache in den Klassenstufen 1–7 freigestellt, wobei mindestens eine namibische Nationalsprache unterrichtet werden muss und das Fach Sozialkunde auf Englisch angeboten werden muss.

### Unterrichtsfächer und -zeiten
Der Fächerkanon der Primar- und Sekundarschulphase deckt ein breites Wissensspektrum ab. Während in der Grundschule Alphabetisierung, die Erlangung mathematischer Fähigkeiten und eine gesundheitliche, sprachliche und religiöse Ausbildung im Vordergrund stehen, bieten die secondary schools auch naturwissenschaftlichen Unterricht an. Ein Unterrichtsraum ist zumeist einem Lehrer zugeordnet, so dass Schüler fast jede Stunde den Raum wechseln müssen.
Im Allgemeinen besuchen die Schüler in jeder Stufe die Schule Montag bis Freitag von etwa 7.15 Uhr bis 13.00 Uhr. Einige Schulen bieten Nachmittagsunterricht bzw. -betreuung. Eine Schulstunde dauert generell 40 Minuten.

### Bewertung
Die Bewertung der Schülerleistung durch den Lehrer erfolgt in den einzelnen Klassenstufen unterschiedlich: In der unteren Primarphase die Schülerleistung kontinuierlich bewertet, und es finden keine Prüfungen statt (continuous assessment). In allen anderen Klassenstufen werden am Ende jedes Trimesters Prüfungen abgelegt. Besonderen Wert besitzen dabei die Examen in den Klassenstufen 7, 10 und 12. Durch diese werden die einzelnen Schulphasen abgeschlossen und die Zulassung zur nächsthöheren Stufe erlangt.
Die Schülerbewertung erfolgt ab Klassenstufe 1 über Noten. Diese variieren in Abhängigkeit von Klassenstufe und Schulart, in den Sekundarstufen wird ein Punktesystem (0–15) vergleichbar der Gymnasialen Oberstufe verwendet, in einigen Schulen und Stufen ein Buchstabensystem (A–F) bzw. Prozentsystem. Nach jedem Trimester bekommt der Schüler ein Informationsschreiben, in dem seine Noten aufgeführt sind.

### Versetzung
Die Versetzung ins nächste Schuljahr erfolgt zu Ende des letzten Trimesters, im Dezember des Jahres. Innerhalb der einzelnen Schulphasen erfolgt die Versetzung automatisch, sitzen bleiben kann ein Schüler grundsätzlich nicht mehr. Schüler, die die 10. Klasse (Junior Secondary Certificate) nicht erfolgreich abschließen (im Jahr 2015 etwa 46 Prozent), müssen das Schulsystem verlassen. Lediglich Schüler, die bei der Prüfung jünger als 17 Jahre waren, dürfen die 10. Klasse wiederholen. Die 12. Klasse kann auf eigenen Wunsch wiederholt werden.

### Abschlüsse
Jeder Absolvent der 12. Klasse bekommt das Namibia Senior Secondary Certificate (NSSC) nachdem eine landesweit einheitliche Prüfung durchgeführt wurde. Ein Nichtbestehen ist nicht möglich. Das 12. Schuljahr kann jedoch freiwillig zur Verbesserung der Abschlussnoten wiederholt werden. Für namibischen Universitäten gilt das NSSC als Hochschulzugangsberechtigung, jedoch können die Universitäten eigene Mindestanforderungen festlegen. Der internationale Abschluss Advanced Level (A-Level) kann an einigen Schulen in einem freiwilligen 13. Schuljahr erworben werden.
Im Ausland, mit Ausnahme der SADC-Region, wird der Abschluss der namibischen Sekundarstufe generell nicht anerkannt. Um trotzdem eine international anerkannte Hochschulreife zu erlangen, muss ein zusätzlicher Schulabschluss erreicht werden (z. B. das Abitur der Deutschen Höheren Privatschule oder das International Baccalaureate), das nur von Privatschulen angeboten wird.
Seit 2007 wird zudem nicht mehr der auch international anerkannte und durch die Universität von Cambridge vergebene Abschluss Higher International General Certificate of Secondary Education (HIGCSE) nach Klasse 12 erreicht. So müssen nun auch namibische Absolventen besondere Sonderprüfungen ablegen um ein Studium in Südafrika aufnehmen zu dürfen. So wird für eine Universitätszulassung in Südafrika neben anderen Bestimmungen ein Prüfungsergebnis von
mindestens fünf Fächern auf „Higher Level“ (hohem Standard) und einer Mindestnote von jeweils 55 % gefordert.

### Tertiäre Bildung
Die tertiäre Bildung wird in Namibia durch Berufsschulen (englisch Vocational Education) und Universitäten sichergestellt. Im April 2025 kündigte Staatspräsidentin Netumbo Nandi-Ndaitwah die Ausweitung der kostenlosen Bildung auf staatliche tertiäre Bildungseinrichtungen an.

## Zahlen und Daten
Alle Daten aus 2023. Trend zum vorherigen Berichtszeitraum 2020.
| Region       | Schüler   | Lehrer   | Schulen | Schüler je Lehrer |
| ------------ | --------- | -------- | ------- | ----------------- |
| Erongo       | 52.258 ▲  | 2079 ▲   | 086 ▲   | 25 ▼              |
| Hardap       | 28.383 ▲  | 1093 ▲   | 063 ▲   | 26 ▼              |
| ǁKharas      | 24.964 ▲  | 1015 ▲   | 058 ▲   | 25 ▲              |
| Kavango-Ost  | 74.488 ▲  | 2478 ▲   | 185 ▲   | 30 ▼              |
| Kavango-West | 46.576 ▲  | 1790 ▲   | 178 ▲   | 26 ▼              |
| Khomas       | 100.356 ▲ | 4135 ▼   | 139 ▲   | 24 ▬              |
| Kunene       | 31.207 ▼  | 1225 ▲   | 077 ▲   | 26 ▼              |
| Ohangwena    | 119.047 ▲ | 4149 ▲   | 270 ▲   | 29 ▲              |
| Omaheke      | 26.208 ▲  | 1035 ▲   | 051 ▲   | 25 ▼              |
| Omusati      | 107.706 ▲ | 4404 ▼   | 298 ▲   | 24 ▼              |
| Oshana       | 60.557 ▲  | 2597 ▲   | 152 ▲   | 23 ▼              |
| Oshikoto     | 77.798 ▲  | 3291 ▲   | 226 ▲   | 24 ▬              |
| Otjozondjupa | 55.102 ▲  | 1992 ▲   | 089 ▲   | 28 ▼              |
| Sambesi      | 41.869 ▼  | 1966 ▲   | 120 ▲   | 23 ▼              |
| Gesamt       | 846.519 ▲ | 33.622 ▲ | 2004 ▲  | 25 ▼              |

## Deutsches Engagement
Zahlreiche Schulen in Namibia haben deutschen Ursprung, bieten den Unterricht auf Deutsch als Muttersprache an beziehungsweise sind Partner der Initiative „Schulen: Partner der Zukunft“ PASCH des Auswärtigen Amtes (Stand: 2014). Lediglich die DHPS in Windhoek ist eine vollwertige Deutsche Auslandsschule.